# Tributação como roubo

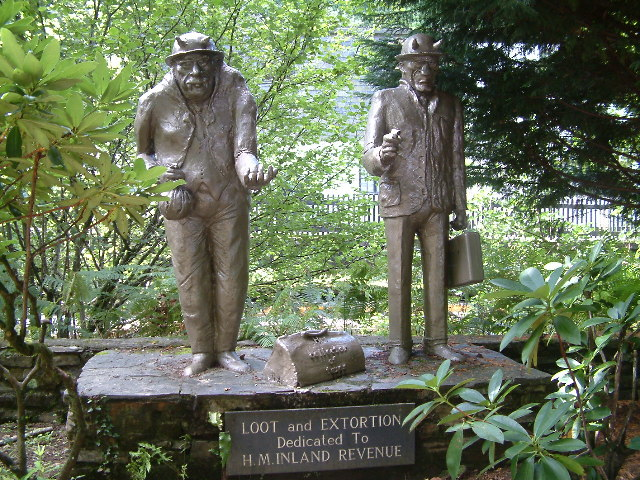
Loot and Extortion (Pilhagem e extorsão). Estátuas em Trago Mills (perto de Liskeard, Cornualha), dedicadas ao serviço do Inland Revenue do Reino Unido

A posição de que a tributação é um roubo e, portanto, imoral, encontra-se em várias filosofias políticas. A sua popularização marca um afastamento significativo do conservadorismo e do liberalismo clássico e, como resultado, tem sido considerada radical por muitos. A posição é frequentemente defendida por anarcocapitalistas, objetivistas, a maioria dos minarquistas, libertários de direita e voluntaristas, bem como por anarquistas de esquerda, socialistas libertários e alguns anarcocomunistas.
Os defensores desta posição vêem a tributação como uma violação do princípio da não-agressão. Segundo esta perspetiva, o governo transgride os direitos de propriedade ao impor a cobrança obrigatória de impostos, independentemente do seu montante. Alguns opositores da tributação, como Michael Huemer, argumentam que a propriedade legítima deve basear-se naquilo a que ele chama "direitos naturais de propriedade", e não naqueles determinados pela lei do Estado.
Os defensores da tributação argumentam que as noções de direitos legais de propriedade privada e de roubo são definidas pelo quadro jurídico do Estado e, por conseguinte, a tributação pelo Estado não representa uma violação do direito de propriedade, a menos que o imposto em si seja ilegal. Alguns defensores da tributação, como o socialista Matt Bruenig, argumentam que a frase "tributação é roubo" é questionável, uma vez que se baseia na pressuposição de uma teoria particular do direito de propriedade.

## História
No século XVII, John Locke defendeu, no Second Treatise of Government, que a autoridade governamental resulta do consentimento dos governados e não do direito divino dos reis. O ativista libertário L. K. Samuels afirma, no seu "Rulers' Paradox", que, uma vez que os cidadãos são os detentores de todos os direitos, os órgãos governamentais obtêm a sua autoridade para governar a sociedade através das eleições dos funcionários públicos. Neste sentido, Samuels defende que os cidadãos só podem dar direitos que possuem. O paradoxo dos governantes entra em ação quando os órgãos governamentais exercem direitos que os cidadãos não detêm ou não poderiam deter. Segundo Samuels: "Se os cidadãos comuns pudessem assassinar, roubar, aprisionar, torturar, raptar e colocar escutas telefônicas sem serem incriminados, essa autoridade poderia ser transferida para o governo para o seu arsenal democrático de armamento político". A tributação poderia ser vista como um roubo, uma vez que, de acordo com a doutrina lockeana dos direitos naturais, a autoridade governamental tem de obter os seus direitos dos cidadãos.
Lysander Spooner, um advogado e filósofo político do século XIX, que tinha argumentado perante o Supremo Tribunal dos Estados Unidos, escreveu o ensaio No Treason: A Constituição de Nenhuma Autoridade. Nele afirmava que um suposto contrato social não pode ser utilizado para justificar ações governamentais, como a tributação, porque o governo irá recorrer à força contra quem não quiser celebrar esse contrato.
Nenhuma associação aberta, declarada ou responsável, ou corpo de homens, pode dizer isso a ele; porque não existe tal associação ou corpo de homens. Se alguém afirmar que existe uma tal associação, que prove, se puder, quem a compõe. Que apresente, se puder, qualquer contrato aberto, escrito ou outro contrato autêntico, assinado ou acordado por esses homens, formando uma associação; dando-se a conhecer como tal ao mundo; nomeando-o como seu agente; e tornando-se individualmente, ou como uma associação, responsáveis pelos seus actos, feitos pela sua autoridade. Até que tudo isso possa ser demonstrado, ninguém pode dizer que, em qualquer sentido legítimo, existe tal associação; ou que ele é seu agente; ou que ele alguma vez deu seu juramento a eles; ou alguma vez prometeu sua fé a eles.
O economista francês do século XIX, Frédéric Bastiat, descreveu os impostos como pilhagem legal. Bastiat defendia que a única função legítima do Estado era proteger a vida, a liberdade e a propriedade do indivíduo.
Ora, a pilhagem legal pode ser exercida de uma infinidade de maneiras. Daí uma infinidade de planos de organização: tarifas, proteção, privilégios, gratificações, incentivos, impostos progressivos, educação pública gratuita, direito ao trabalho, direito ao lucro, direito ao salário, direito à assistência, direito aos instrumentos de trabalho, gratuidade do crédito, etc., etc. E são todos estes planos, tomados no seu conjunto, com o que têm em comum, a pilhagem legal, que tomam o nome de socialismo.
Murray Rothbard argumentou em The Ethics of Liberty, em 1982, que a tributação é roubo e que a resistência aos impostos é, portanto, legítima: "Tal como ninguém é moralmente obrigado a responder com verdade a um ladrão quando este lhe pergunta se há objetos de valor em casa, também ninguém pode ser moralmente obrigado a responder com verdade a perguntas semelhantes feitas pelo Estado, por exemplo, quando preenche a declaração de rendimentos".
Andrew Napolitano tenta justificar a posição de que "a tributação é um roubo" no seu livro It Is Dangerous to Be Right When the Government Is Wrong, onde coloca uma série de questões retóricas como "Será um roubo se um homem roubar um carro?" e "E se um bando de dez homens votar (permitindo que a vítima também vote) sobre se devem roubar o carro antes de o roubarem?", mostrando o que considera serem semelhanças entre o roubo e a tributação.

## Resposta
Liam Murphy e Thomas Nagel afirmam que, uma vez que os direitos de propriedade são determinados por leis e convenções, das quais o Estado é parte integrante, a tributação pelo Estado não pode ser considerada roubo. No seu livro de 2002, The Myth of Ownership: Taxes and Justice, argumentam que
...a ênfase na distribuição da carga fiscal relativamente ao rendimento antes de impostos é um erro fundamental. A tributação não retira às pessoas o que elas já possuem. Os direitos de propriedade são o produto de um conjunto de leis e convenções, das quais o sistema fiscal constitui uma parte central, pelo que a justiça dos impostos não pode ser avaliada pelo seu impacto nos direitos preexistentes. O rendimento antes dos impostos não tem qualquer significado moral autónomo. Os padrões de justiça devem ser aplicados não à distribuição dos encargos fiscais, mas ao funcionamento e aos resultados de todo o quadro das instituições econômicas.

Outra justificação da tributação está contida na teoria do contrato social. Os defensores argumentam que o público permitiu democraticamente que as pessoas acumulassem riqueza com o entendimento de que uma parte dessa riqueza seria afetada ao uso público. Instituições como o FMI e o economista Alex Cobham, da Tax Justice Network, argumentam que, uma vez que os serviços públicos, sob a forma de educação e infraestruturas, constituem a base para a criação de riqueza, uma parte desses ganhos econômicos deve ser utilizada para continuar a financiar as disposições básicas que proporcionam a oportunidade de crescimento econômico futuro. A resposta libertária a este argumento é que as pessoas não consentem no contrato social e que qualquer pacto que vincule involuntariamente as pessoas a esse contrato equivale à escravatura. De fato, o próprio John Locke defendeu que o contrato social era um acordo voluntário.